# 33991 Weixunjing
33991 Weixunjing è un asteroide della fascia principale. Scoperto nel 2000, presenta un'orbita caratterizzata da un semiasse maggiore pari a 2,3879659 au e da un'eccentricità di 0,1358955, inclinata di 5,63831° rispetto all'eclittica.